# Leonard Zub-Zdanowicz

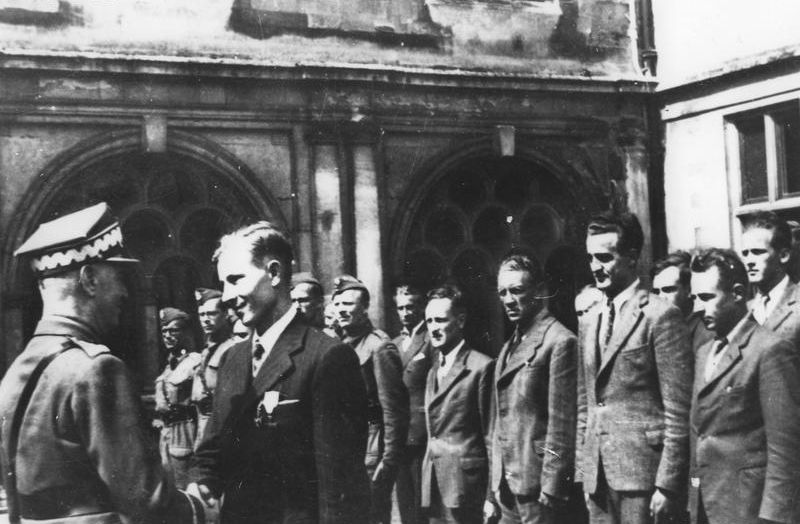
Ordensverleihung an Mitglieder der Cichociemni, darunter auch Leonard Zub-Zdanowicz, durch General Władysław Sikorski (1942)

Leonard Szczęsny Zub-Zdanowicz (* 6. November 1912 in Popowce, Wolhynien; † 12. August 1982 in Waterbury, Connecticut) war ein polnischer Militär.

## Leben
Seine Mutter Maria, geborene Dunin-Juniewicz, und sein Vater Meliton entstammten beide dem polnischen Landadel. Väterlicherseits gehörte seine Familie der Wappengemeinschaft Jastrzębiec an und besaß Land im Umkreis von Starokonstantynów, das 1793 im Zuge der Teilungen Polens an das Russische Kaiserreich gefallen war und heute zur Ukraine gehört. Nach der Wiedererlangung der Unabhängigkeit Polens 1918 zog die Familie nach Opole Lubelskie, wo sein Vater Direktor einer Agrargenossenschaft wurde.
Nach dem Abitur 1930 am Gymnasium in Hrubieszów besuchte Zub-Zdanowicz zunächst die Militärschule in Grudziądz. Anschließend absolvierte er ab 1931 an der Universität Lublin ein Magisterstudium in Sozial-, Wirtschafts- und Rechtswissenschaften. Ab 1935 arbeitete er als Beamter für das Finanzamt in Lublin und später in Garwolin und Łuków.
Während des Überfalls Deutschlands auf Westpolen und der gleichzeitigen Besetzung Ostpolens durch die Sowjetunion wurde Zub-Zdanowicz als Reservist eingezogen und nahm im Rang eines Leutnants in der Infanterie des Ersten Polnischen Heeres aktiv an Kampfhandlungen teil. Nach der Kapitulation der polnischen Regierung gelang Zub-Zdanowicz 1940 über Umwege die Flucht nach Frankreich, wo er sich umgehend der Polnischen Westarmee anschloss. Als leitender Offizier einer Schützenbrigade wirkte er fortan bei Operationen im französischen Rennes sowie im norwegischen Narvik mit. In Großbritannien durchlief er schließlich 1941 eine Ausbildung zum Fallschirmjäger.
1942 schloss sich Zub-Zdanowicz den Cichociemni an, den Leisedunklen, einer Spezialeinheit von kämpfenden Agenten zur Unterstützung der Polnischen Heimatarmee im von der Deutschen Wehrmacht als Generalgouvernement besetzten Teil Polens. 1943 wurde er von Mitgliedern der Polnischen Nationalstreitkräfte abgeworben. Ziel dieser paramilitärischen Organisation war nicht nur der Widerstand gegen die deutschen und sowjetischen Besatzer, sondern auch die Bekämpfung polnischer Kollaborateure und insbesondere polnischer Kommunisten. Konkret richteten sich zahlreiche Operationen gegen die von der Sowjetunion geförderte sogenannte Volksgarde, die als Bedrohung für die polnische Souveränität angesehen wurde.
Am 9. August 1943 gerieten 28 Kämpfer der Volksgarde in der Gemeinde Annopol in einen Hinterhalt der Polnischen Nationalstreitkräfte. Befehlshabender Offizier der den Hinterhalt ausführenden Einheit war Zub-Zdanowicz, der schließlich alle 26 noch lebenden Gefangenen per Schießbefehl hinrichten ließ. Er begründete diese Entscheidung mit der feindseligen Haltung der Volksgarde gegen den damals wirkenden polnischen Untergrundstaat und ihre Anerkennung der Curzon-Linie. Darüber hinaus habe keine Möglichkeit bestanden, Gefangene zu nehmen und diese zu bewachen, da seine Einheit zugleich in starke Kampfhandlungen mit der deutschen Infanterie verwickelt war, die wiederum zum deutschen Massaker von Borów mit bis zu 1300 Toten führten.
Nach dem Ende des Zweiten Weltkrieges verließ Zub-Zdanowicz das nun von der Roten Armee besetzte Polen und schloss sich dem 2. Polnischen Korps unter Führung von Władysław Anders an. 1952 wanderte er schließlich in die Vereinigten Staaten aus, blieb jedoch im militärischen Rang eines Majors als Reservist den Polnischen Nationalstreitkräften verbunden und erhielt zudem eine Ehrenmitgliedschaft in der 101. US-Luftlandedivision.
Für seine Einsätze wurde Zub-Zdanowicz sowohl zu Lebzeiten als auch posthum mit zahlreichen Auszeichnungen bedacht, unter anderem mit den Orden Polonia Restituta und Virtuti Militari. Dennoch führte seine Person zu Kontroversen in Polen. 2003 forderten Abgeordnete des Bundes der Demokratischen Linken vom staatlichen Institut für Nationales Gedenken eine Aufarbeitung der Geschehnisse rund um den Schießbefehl Zub-Zdanowiczs gegen Mitglieder der Volksgarde.